# Йохана Лойзингер
Йохана Лойзингер е съпруга на княз Александър I Батенберг след оттеглянето му от българския престол.

## Биография
Йохана е родена на 18 април 1865 г. в Братислава. Тя е дъщеря на Йохан Лойзингер и Мария Майер. Йохана е актриса от Дармщатския театър.
На 6 февруари 1889 г. в Мантон, Франция Йохана сключва брак с княз Александър. Поради факта, че този брак се счита за неравен, вместо княз Батенберг той вече е заставен да носи по-нискостоящата титла граф Хартенау. Йохана получава титлата графиня Хартенау. Двамата имат син и дъщеря:
- Крум-Асен, граф Хартенау (1890 – 1965), оженен за Берта Хуса-Рамос;
- Вера-Цветана, графиня Хартенау (1893 – 1935), омъжена за Шарл Еркюл Боасеван.

И Асен, и Цветана умират, без да имат свои деца. Асен обаче осиновява сина на съпругата си Берта Хуса-Рамос от предишния ѝ брак, в резултат на което той започва да се нарича Вилхелм фон Хартенау.
Националният военноисторически музей разполага с най-много отличия (ордени) на княз Александър. Те са дарени през 1937 г. от съпругата му графиня Йохана Хартенау.
Йохана умира на 20 юли 1951 г. във Виена. Почти до края на живота си тя получава пенсия от българската държава (прекратена през 1946). Погребана е в гробището Свети Леонхард в Грац, Австрия. По-рано там е била погребана и дъщеря ѝ Цветана.